# 홍희준
홍희준(1761년 ~ 1841년)은 조선 후기의 문신이다.

## 생애
그는 순조 때 정언, 시독관, 공충좌도암행어사, 대축, 성균관대사성, 사간원대사간, 분승지, 홍문관제학, 이조참판, 사헌부대사헌, 한성부우윤, 광주유수, 병조판서, 예문관제학, 이조판서, 한성부판윤 등을 두루 지냈는데 헌종 때는 애책문서사관지사가 되었다.